# Борова (Мелецький повіт)
Борова (пол. Borowa) — село в Польщі, у гміні Борова Мелецького повіту Підкарпатського воєводства.
Населення — 1573 особи (2011).
У 1975-1998 роках село належало до Ряшівського воєводства.

## Демографія
Демографічна структура станом на 31 березня 2011 року:
|          | Загалом | Допрацездатний вік | Працездатний вік | Постпрацездатний вік |
| -------- | ------- | ------------------ | ---------------- | -------------------- |
| Чоловіки | 809     | 183                | 550              | 76                   |
| Жінки    | 764     | 153                | 454              | 157                  |
| Разом    | 1573    | 336                | 1004             | 233                  |